# Notholithocarpus densiflorus
Notholithocarpus densiflorus — єдиний вид роду Notholithocarpus з квіткових рослин родини букових, ендемік заходу США — Орегон і Каліфорнія.

## Опис
Це велике дерево чи кущ, до 24(45) м заввишки. Кора сіра чи коричнева, гладка чи з глибокими борозенками. Гілочки густо-жовтувато-повстисто запушені. Листкова пластинка до 6,0–12,0 см завдовжки, краї часто загнуті й зубчасті (зубчики від чітких до невиразних), молоді листки зісподу густо запушені, зрілі — майже голі. Жолудь: чашечка неглибока й щетиняста; горіх жовтувато-коричневий, від кулястої до циліндрично-звуженої форми, до 15–35 мм, надзвичайно твердий, густо вовнистий, з часом ± голий.

## Середовище проживання
Це основний вид у змішаних вічнозелених лісах і лісах із секвоєю і часто є панівним деревом у різних типах лісів. Росте на висоті 730–1980 метрів н. р. м. Рослини довговічні. Розмножується насінням або паростками. Загалом, вид є тіньовитривалим, але може також зустрічатися як перший вид після пожежі. Середовище існування N. densiflorus має важливе значення для різноманітної місцевої фауни та птахів.

## Використання
Деревина цієї породи якісна, але нечасто використовується. Його можна використовувати для покриття підлоги, панелей, настилу та фанери. Жолуді цих дерев їстівні в різних формах і мають різноманітні лікувальні властивості. Жолуді також можна використовувати для годівлі худоби. Самі дерева важливі для боротьби з ерозією.

## Галерея

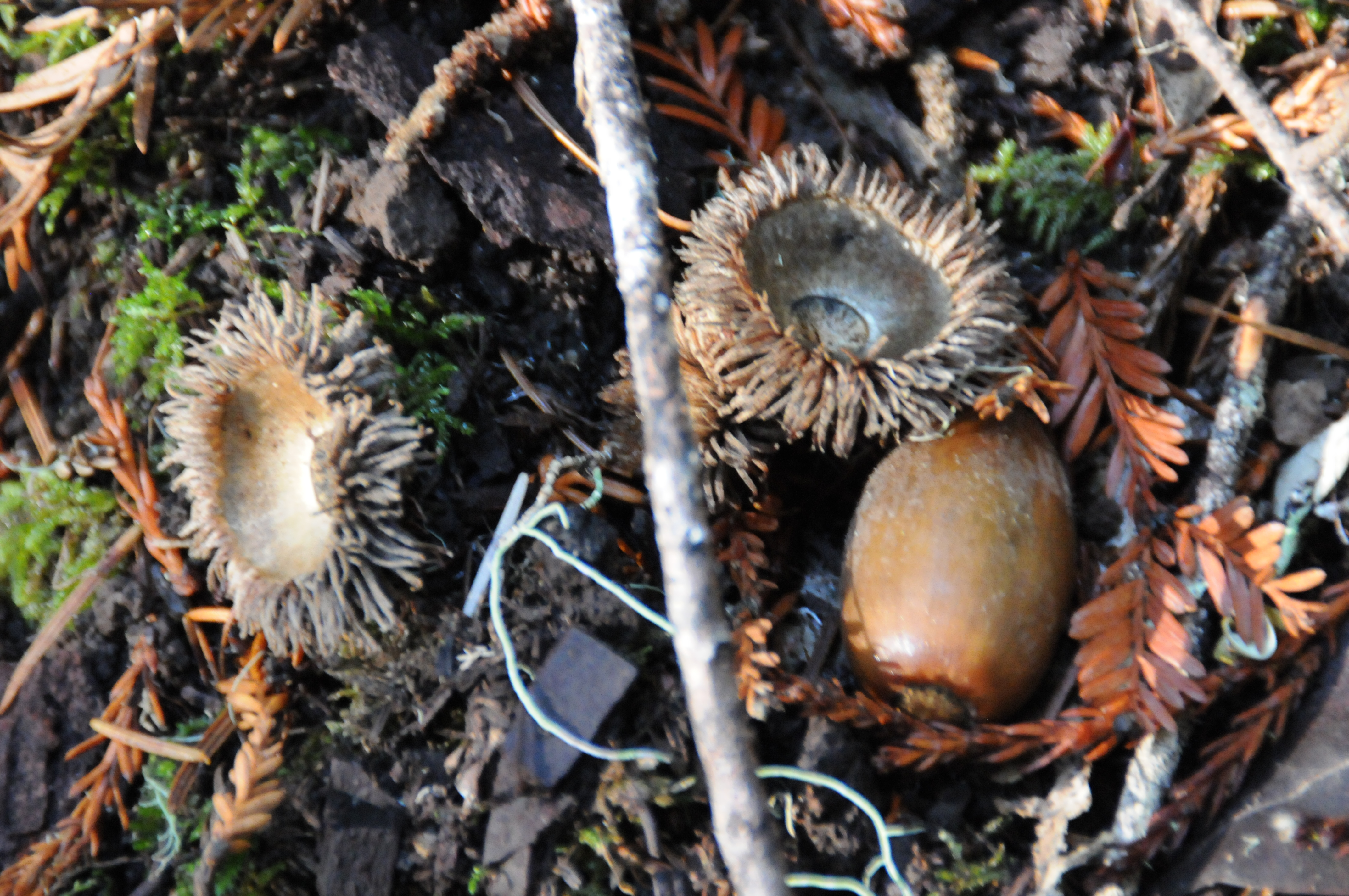
жолудь і чашечка
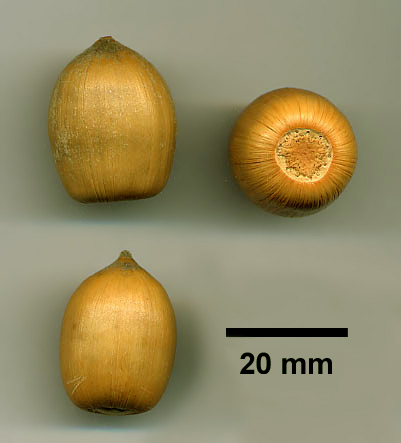
жолудь
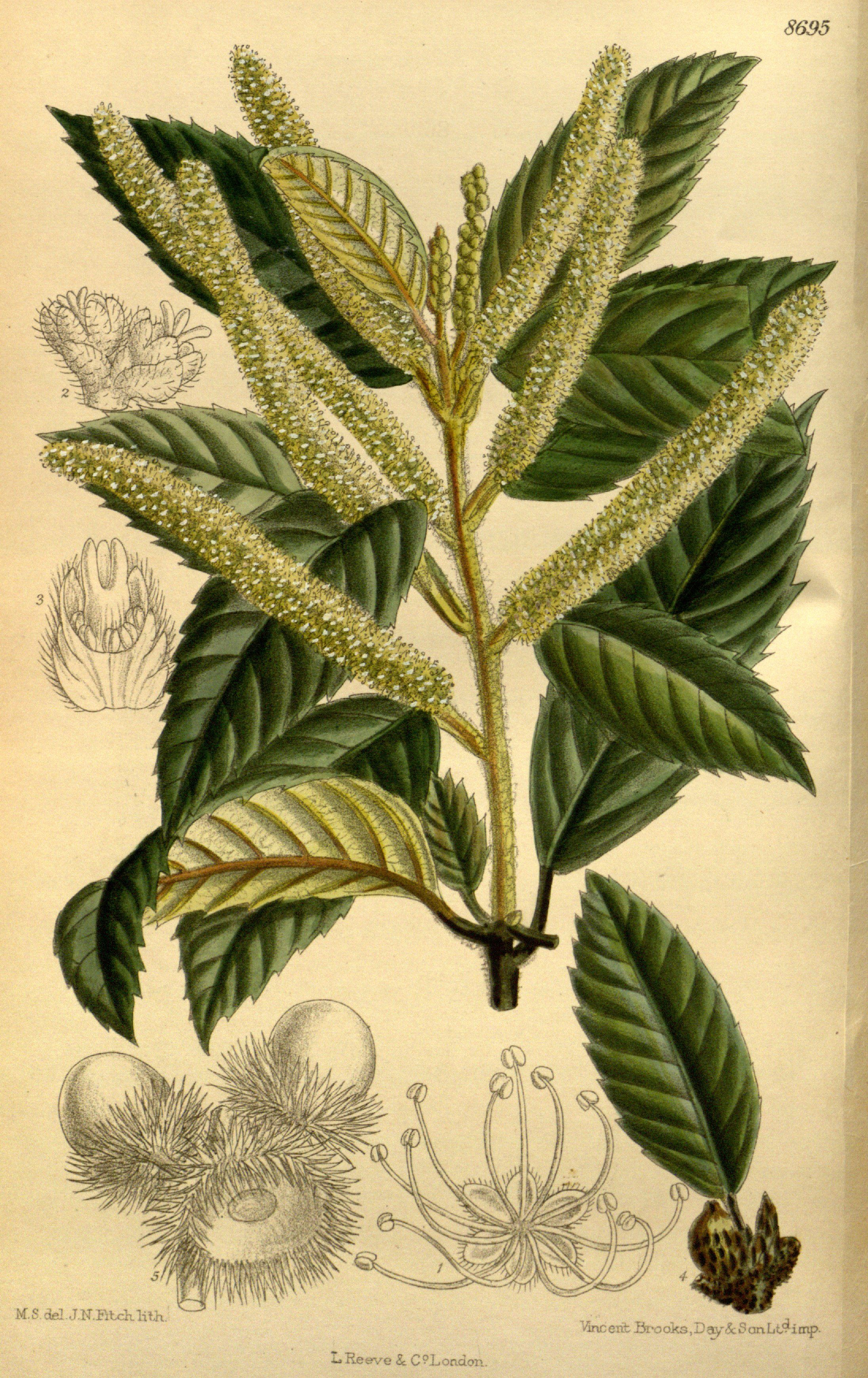
ілюстрація